# Рылло, Михаил Иванович
Михаил Иванович Рылло (1839 — после 1916) — инженер-архитектор.

## Биография
Родился в Могилёве. По окончании курса в могилевской гимназии поступил в 1855 году на службу в канцелярию могилевского губернатора; в следующем году был перемещён в могилевскую палату гражданского суда, а через год поступил вольнослушателем в Петербургское строительное училище.
В 1860 году был чертежником в орловской губернской строительной и дорожной комиссии; в 1863 году поступил в департамент проектов и смет Главного управления путей сообщений и, наконец, в 1864 году окончил курс Строительного училища с правом на чин X класса. Получил назначение помощником столоначальника 2 отдела департамента проекта и смет; с 1865 года — младший помощник делопроизводителя департамента водяных сообщений.
С 1871 года преподавал черчение в Санкт-Петербургском технологическом институте.
С 1876 года — архитектор при Санкт-Петербургской городской управе и при Строительном училище для технического наблюдения за его зданием. В 1891 году вышел в отставку.

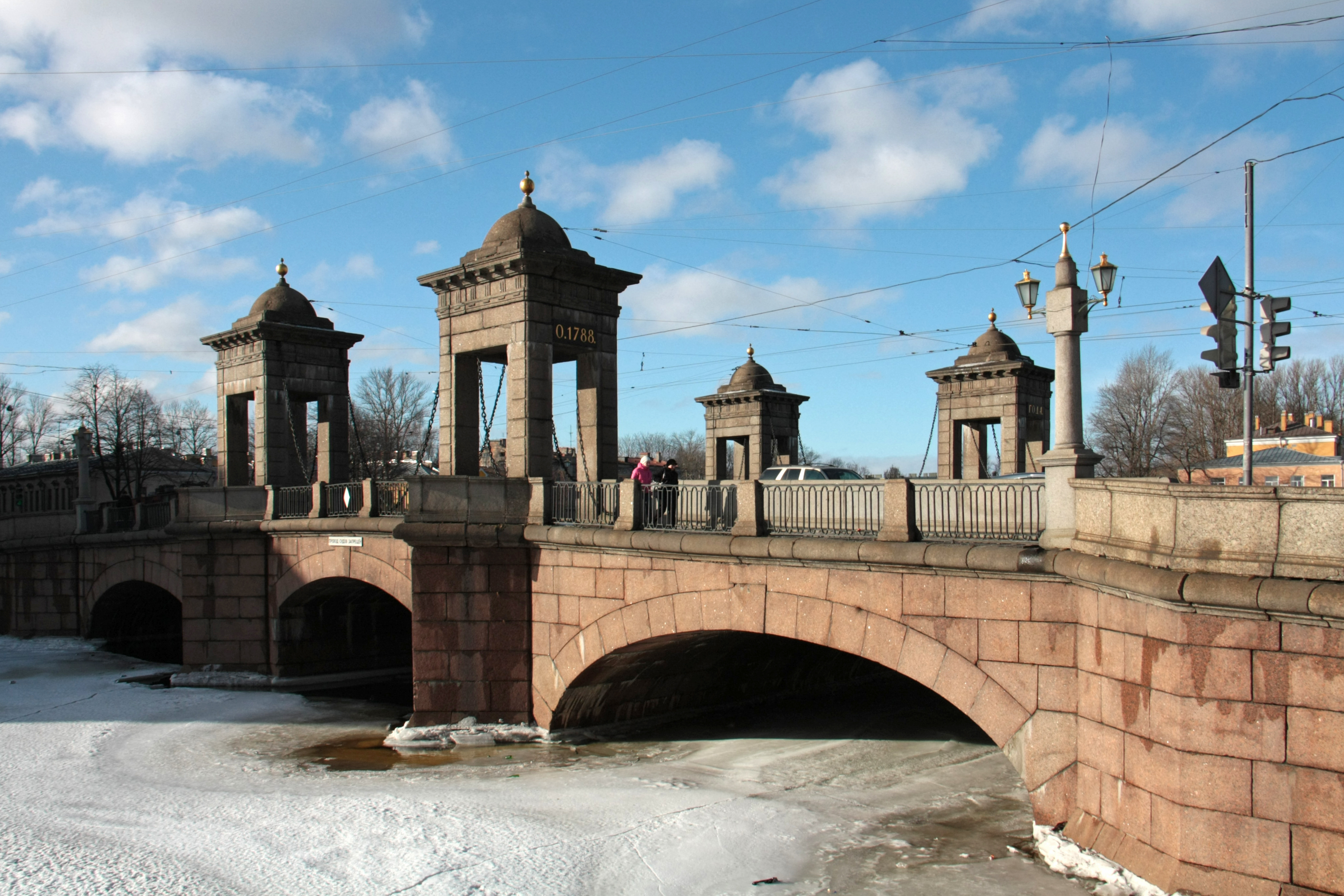
Старо-Калинкин мост

Был действительным членом Петербургского общества архитекторов с 1871 года.
В 1892—1893 годах по проекту М. И. Рылло производилась перестройка среднего пролёта Старо-Калинкина моста.
Справочник «Жители Санкт Петербурга 1901 г.» указывал: «Инженер-архитектор Рылло Михаил Иванович. Статский советник. Адрес Фонтанка 151 – 20. Электро – Технический институт; Экспедиция заготовления государственных бумаг. Общество воспомоществования нуждающимся учащимся в Технологическом институте».